# Edward Waring
Edward Waring FRS (født ca. 1736, død 15. august 1798) var en britisk matematiker. Han gik på Magdalene College på University of Cambridge som sizar (svarende til bachelor og herefter en overbygning fra Wrangler i 1757. Han blev valgt som Fellow of Magdalene og i 1760 Lucasiansk professor i matematik og havde denne post til sin død. Han formulerede påstanden som blev kendt som Warings problem uden et bevis i sin Meditationes Algebraicae. Waringblev valgt som Fellow of the Royal Society i 1763 og han modtog Copleymedaljen i 1784.